# Hengshan (Hengyang)
Hengshan  (en chino, 衡山; pinyin, Héngshān (escuchar)ⓘ[shan]) es un condado  bajo la administración directa de la Prefectura Hengyang en la Provincia de Hunan, República Popular China.  Su área es de  km² y su población total para 2010 superó los  mil habitantes. 

## Administración
Desde octubre de 2023, el  Condado Hengshan  se divide en 12 pueblos que se administran en 7 poblados y 5  villas.

## Toponimia
El topónimo Hengshan [/Jən-shan/] se compone de los sinogramas Heng (nombre propio) y shan (montaña), lo que da como resultado "Montaña Heng", en referencia a la montaña Heng (衡山 Hengshan), una de las Cinco montañas sagradas del taoísmo en el país.